# Complexul Energetic Turceni

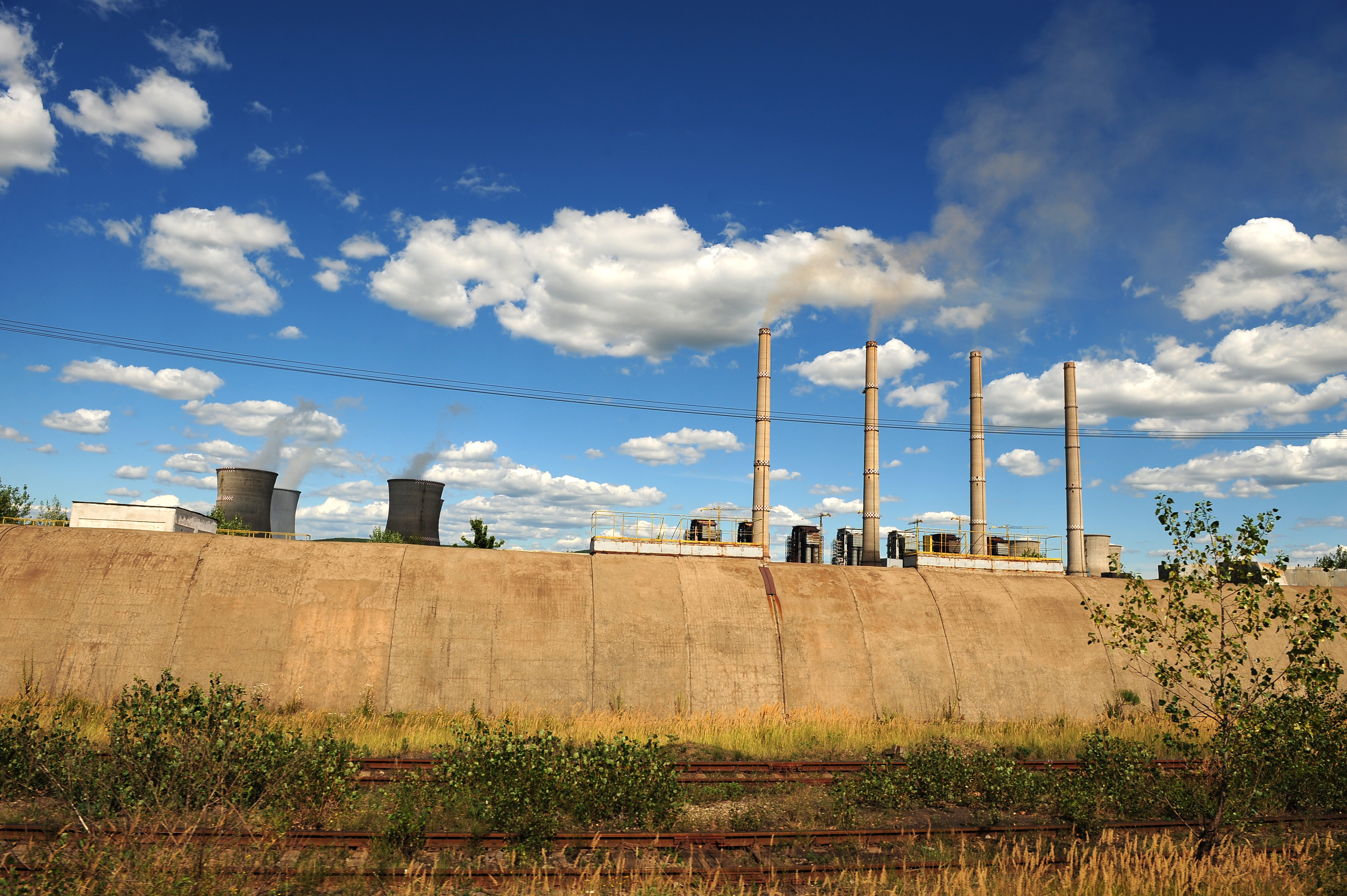
Termocentrala Turceni

Complexul Energetic Turceni este cea mai mare termocentrală din România cu o putere instalată de 1320 MW.  Asigura circa 10% din consumul anual de electricitate al României.
Împreună cu celelalte două complexuri energetice din Oltenia (CE Rovinari și CE Craiova), acoperă circa o treime din producția de electricitate a României, fiind, după Hidroelectrica și Nuclearelectrica, producătorii celei mai ieftine energii din țară.
Complexul Energetic Turceni include Termocentrala Turceni, Carierele Jilț Sud și Jilț Nord, puse în funcțiune în anul 1977, și Mina Tehomir, pusă în funcțiune în anul 1978 Complexul Energetic Turceni este între cele mai poluante 4 centrale energetice din România, contribuind la poluarea din Europa. Autorizația integrată de mediu pentru funcționarea legală în privința emisiilor de poluanți ai aerului există la numai trei din numărul total (cinci) de grupuri energetice existente în complex.

## Termocentrala
Deoarece produce practic exclusiv curent electric, termocentrala este de tip centrală termoelectrică (CTE). Complexul energetic include și partea pentru producția lignitului, extras din bazinul carbonifer al Olteniei, folosit drept combustibil, astfel că este posibilă confuzia dintre sigla CET și tipul CET de termocentrale (centrală electrică de termoficare, a cărei produs principal este căldura).
Este una din cele mai mari termocentrale din Europa, ca putere instalată (mai există una asemănătoare în China). Centrala are 7 grupuri de câte 330 MW putere instalată.
După anul 1990 uzinele electrice Turceni și Rovinari au fost retehnologizate, o importanță deosebită fiind acordată protecției mediului inconjurător. În acest sens, în anul 2005 Parlamentul României a adoptat Legea nr. 257 pentru ratificarea „Acordului de împrumut dintre România și Banca Japoniei pentru Cooperare Internațională privind Proiectul de reducere a poluării la Termocentrala Turceni”, semnat la București la 31 martie 2005.
Complexul Turceni trebuia să realizeze până în 2013, investiții de aproape 800 milioane de euro, majoritatea banilor fiind destinați investițiilor obligatorii de mediu, iar până în 2013 se intenționa o conformare cerințelor de reducere a emisiilor, conform celor stabilite cu Uniunea Europeană.
Din 1 Iunie 2023 in complexul Turceni mai funcționează doar grupul 4 și 5 a cate 330 MW fiecare. Grupurile 6 și 7 se afla în conservare.
Toate grupurile vor fi închise până în 2030, conform planului de restructurare a Complexului Energetic Oltenia  Arhivat în 4 iunie 2023, la Wayback Machine..  

## Ecologie
În octombrie 2015 în Turceni a fost inaugurată cea mai mare fabrică de gips-carton din România, fiind prima din țară care folosește deșeurile rezultate din procesul de desulfurare a gazelor de la o termocentrală. Investiția a costat 50 de milioane de Euro.

## Producția de energie
Producția, în TWh:
| Anul | 2009 | 2008 | 2007 | 2006 | 2005 | 2004 | 2003 |
| ---- | ---- | ---- | ---- | ---- | ---- | ---- | ---- |
| TWh  | 5,7  | 7,6  | 6,7  | 6,8  | 5,6  | 5,6  | 6,7  |

## Indicatori economici inclusiv rezultate financiare
Număr de angajați
- 2009: 3.957[15]
- 2012: 4.500[16]

Cifra de afaceri în 2008: 360,3 milioane euro,
Venitul net în 2008: 28 milioane euro.